# Sân bay Bagdogra
Sân bay Bagdogra hay Civil Aerodrome Bagdogra (IATA: IXB, ICAO: VEBD), là một sân bay quân sự mở cửa cho hàng không dân sự, năm cách Siliguri 16 km ở phía bắc Tây Bengal, Ấn Độ. Sân bay này kết nối với các thành phố lớn như Kolkata, New Delhi, Chennai và Guwahati. Đơn vị số 2 của Không quân Ấn Độ đóng quân ở đây.

## Các hãng hàng không và các tuyến điểm
- Deccan (Delhi, Guwahati, Kolkata)[1]
- Indian Airlines (Delhi, Guwahati, Kolkata)[2]
- Jet Airways (Delhi, Guwahati, Kolkata)[3]
- Kingfisher Airlines (Kolkata)[4]
- SpiceJet (Delhi, Kolkata, Guwahati, Chennai)[5]